# 카니스트로
카니스트로(이탈리아어: Canistro)는 이탈리아 아브루초주 라퀼라도에 있는 코무네이다.